# Parque Zoológico y Botánico Zoo Koki

## Historia
El Parque zoológico y botánico Zoo Koki abrió oficialmente sus puertas el 1 de junio del 2018 (aunque su actividad como colección privada se remonta a 1990), originalmente fue creado por tres hermanos extremeños. En la actualidad la colección está formada por aves y también por mamíferos y reptiles en un total de aproximadamente 150 especies de cuatro continentes y más de 300 especies de plantas.  

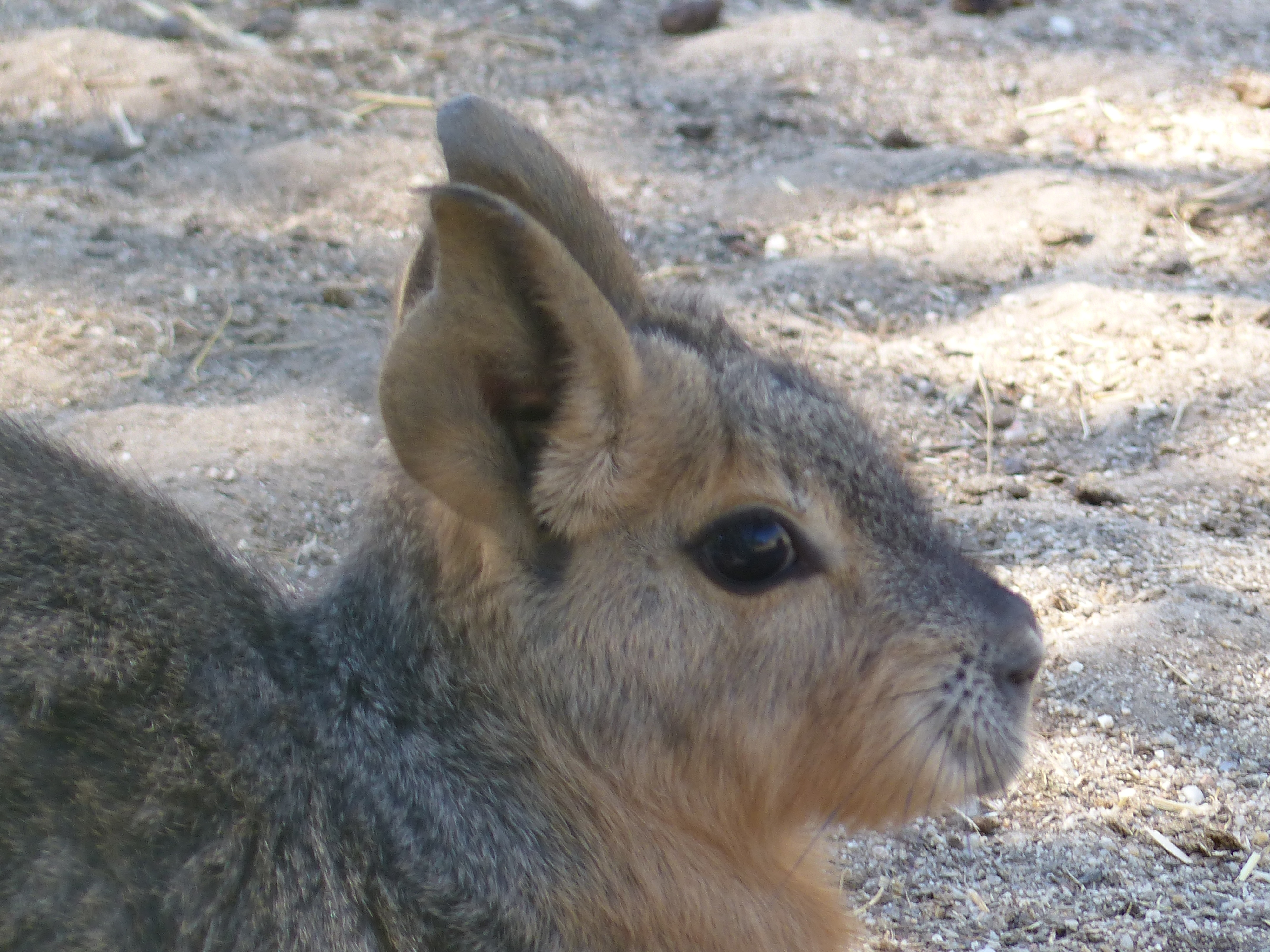
Mara (Dolichotis patagonum)

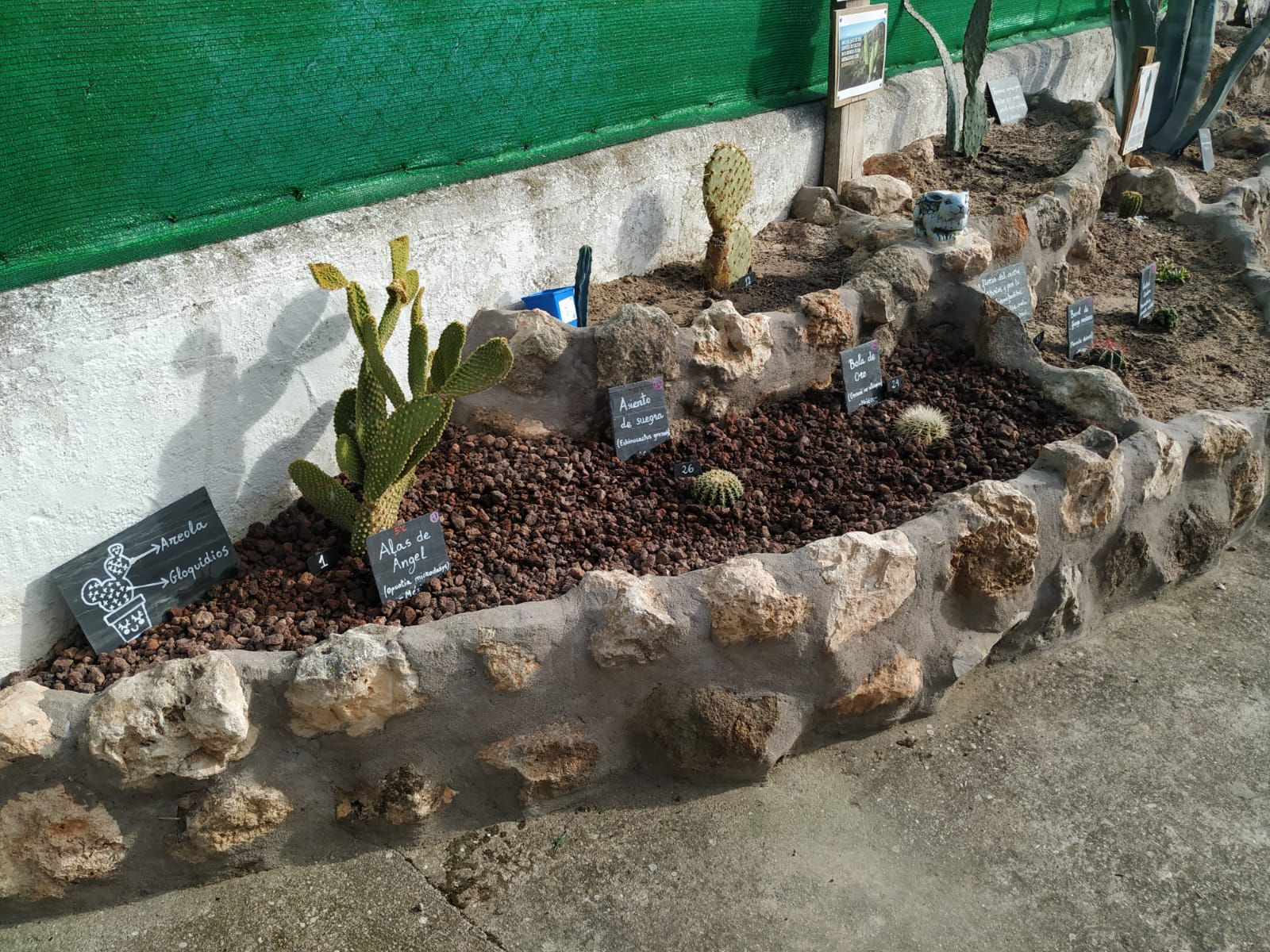
Vista lateral de "El Cactarium"

## El zoológico
Se exhiben más de 800 animales, y muchos de ellos se han reproducido con éxito. Destacan el órix blanco, el jaguar, el lince europeo y lince canadiense.

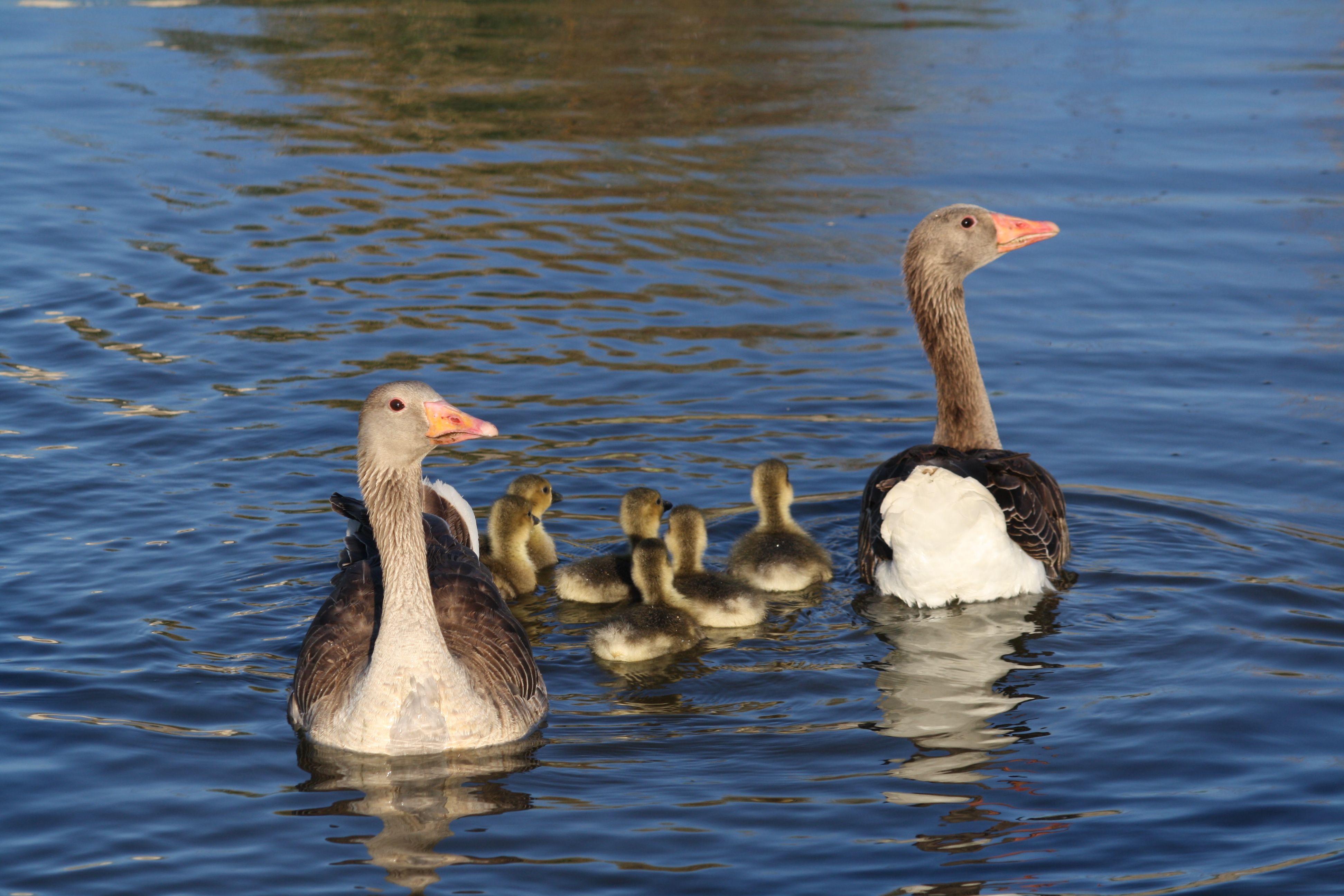
Ánsar común (Anser anser)

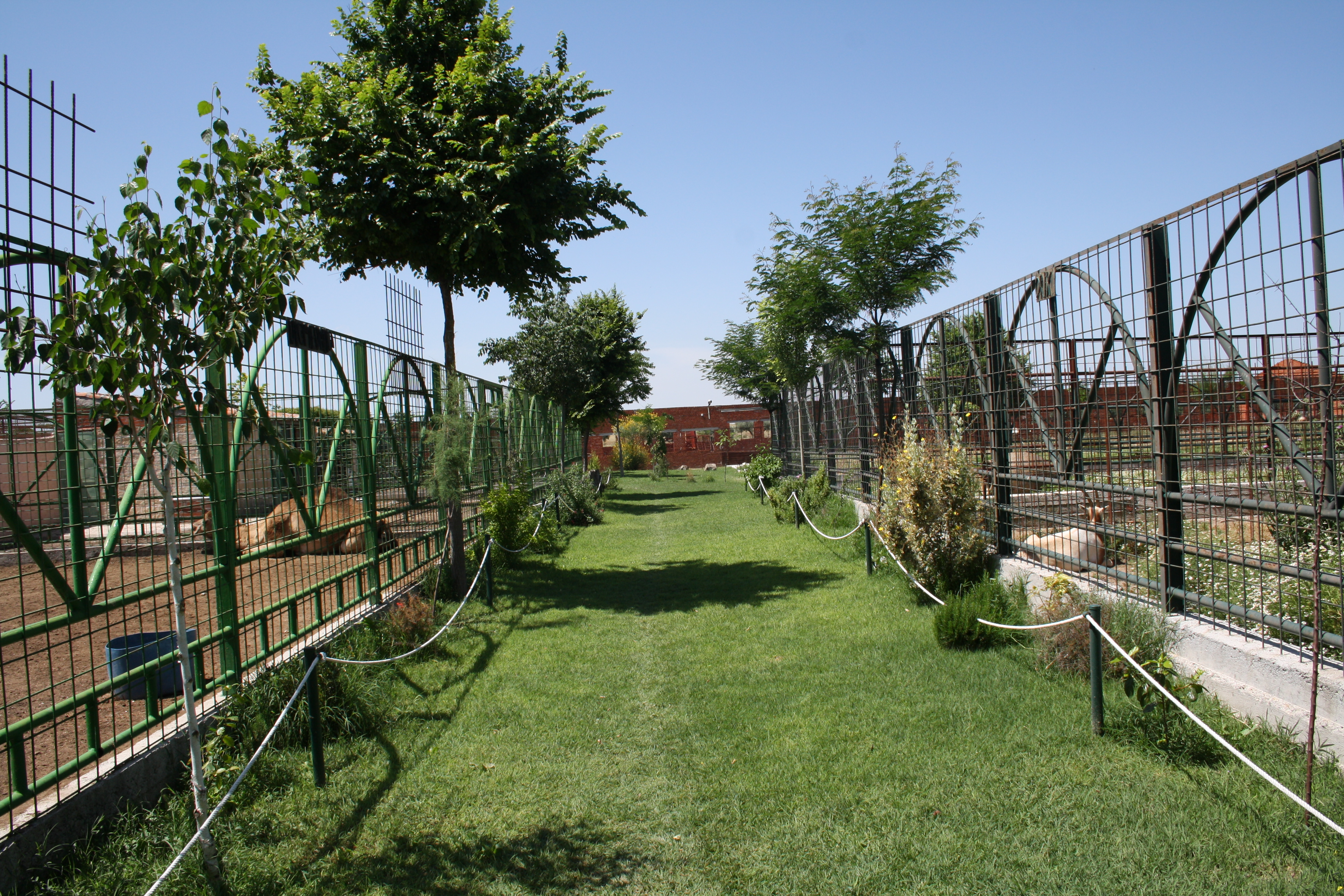
Una de las calles del zoo

Forma parte de numerosas asociaciones internacionales dedicadas a la conservación de especies tales como Species360, Aviornis Ibérica, World Pheasant Association (WPA), WildCats Conservation Alliance, Ibis Ring, Faisanes del mundo, etc.

## Planes de conservación
El centro participa en los siguientes planes de conservación coordinados por EAZA y AZA:
EEP
- Búho nival (Bubo scandiacus) VU - desde 2022
- Gato de Geoffroy (Leopardus geoffroyi) LC - desde 2022
- Grulla de Manchuria (Grus japonensis) EN – desde 2021
- Faisán espolonero de Palawan (Polyplectron napoleonis) VU - desde 2020
- Buitre dorsiblanco africano (Gyps africanus) CR - desde 2020
- Faisán de Vietnam (Lophura edwardsi) CR - desde 2019
- Grulla cuelliblanca (Antigone vipio) VU - desde 2019
- Jaguar (Panthera onca) NT - desde 2008
- Orix cimitarra (Oryx dammah) EW - desde 1999

ESB

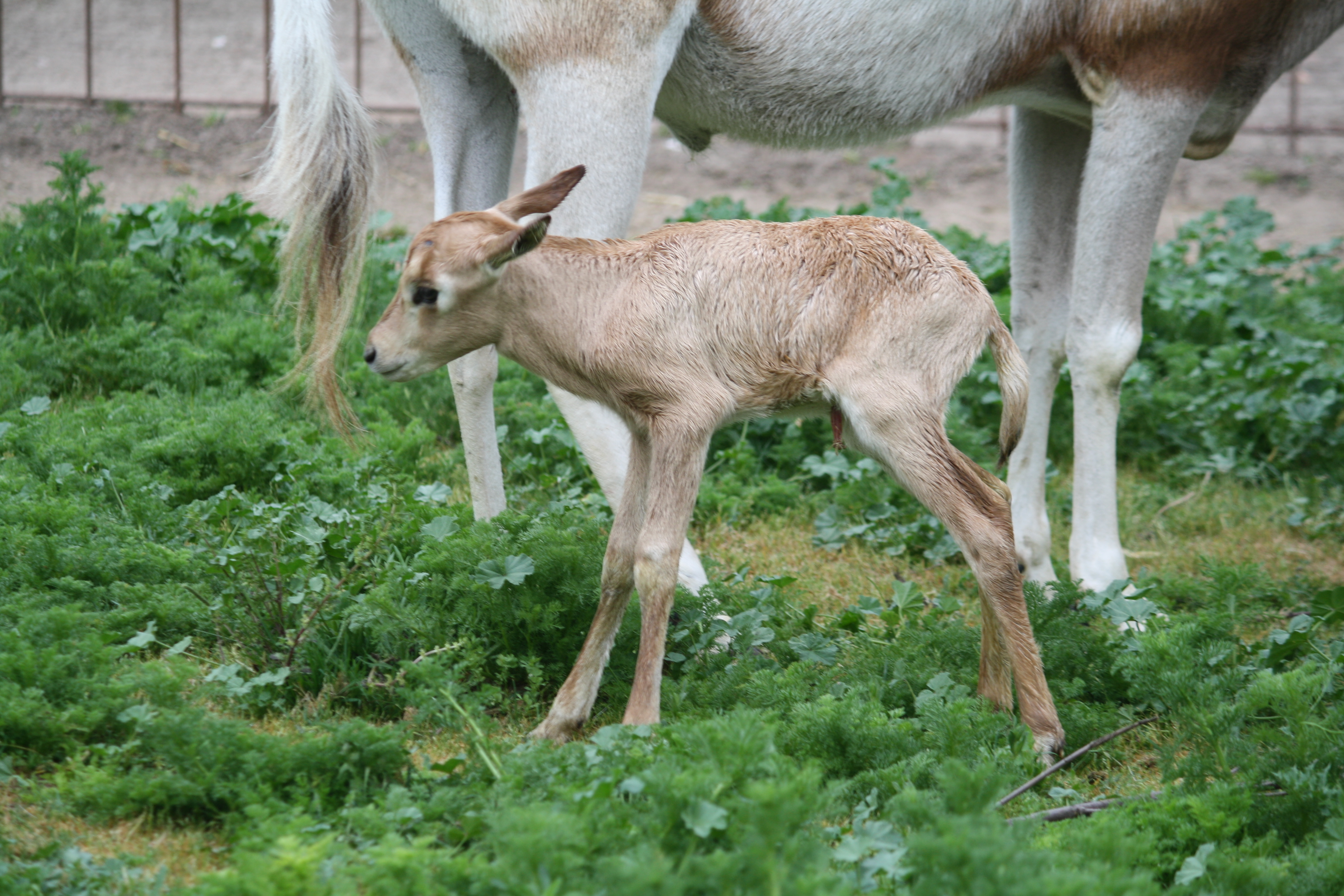
Órix de cuernos de cimitarra u órix blanco (Oryx dammah)

- Buitre leonado (Gyps fulvus) LC - desde 2020
- Gato montés europeo (Felis silvestris silvestris) LC - desde 2018
- Gato Salvaje africano (Felis silvestris lybica) LC - desde 2018
- Lince europeo (Lynx lynx) LC - desde 2011
- Pavón Norteño (Crax rubra) VU - desde 2008

ISB
- Wallaby de Bennet (Macropus rufogriseus) LC - desde 2022
- Puercoespín del cabo o sudafricano (Hystrix africaeaustralis) LC - desde 2022

MON-T / Seguimiento
- Faisán prelado (Lophura diardi) LC - desde 2022
- Faisán Salvadori (lophura inornata) NT - desde 2022
- Serval (Leptailurus serval) LC - desde 2022
- Suricata (Suricata suricatta) LC - desde 2021
- Tragopan Satir (Tragopan satyra) NT - desde 2021
- Tragopan Temmick (Tragopan temmincki) LC - desde 2021
- Faisán dorado (Chrysolophus pictus) LC - desde 2013  - Actualmente coordinan el Programa de cría de esta especie.

## Planes de educación
El centro realiza numerosas campañas de educación y divulgación medioambiental. Algunas de estas campañas han sido en cooperación con centros educativos, universidades y organismos oficiales.

## El jardín botánico
En la actualidad cuenta con más de 300 especies de plantas. Distribuidas por todo el espacio del zoológico. Muchas de estas especies han sido plantadas en los últimos años.
Además desde el año 2019 el centro cuenta con una zona dedicada a los cactus y similares "El cactarium" donde se pueden observar aproximadamente 120 especies. 

## Zonas temáticas[9]
- Aviario: Instalación principal de 40x40m en la que conviven diferentes especies de aves y en la que hay más de 60 especies de plantas. - Creado antes del 2018
- Tierra de felinos: Zona en la que se pueden ver diferentes especies de felinos. - Creado en el 2019
- Lagos: Dos grandes lagos con anátidas y otras especies. - Creado antes del 2018
- Minizoo: Zona dedicada a los animales de granja - Creado en el 2019
- La pradera: Mamíferos de diversos continentes en varias instalaciones. - Creado antes del 2018
- El cactarium: Zona de cactus y suculentas - Creado en el 2019
- Merenderos: Zona de merendero - Merendero "Wakanda", merendero "Ubuntu" y merendero "Darana". Creados entre el 2019 y 2021
- Señores del aire: Zona dedicada a rapaces. - Creado en el 2019
- Sombras de la noche / El granero: Zona dedicada a rapaces nocturnas. - Creado en el 2020
- Los faisanes: Zona dedicada a faisanes y similares. - Creado en el 2020

## Los faisanes
La fundación ZOO KOKI gestiona una colección que ronda las 35 especies de faisanes lo que la convierte en uno de los centros zoológicos más importantes de Europa implicados en la reproducción de estas aves.

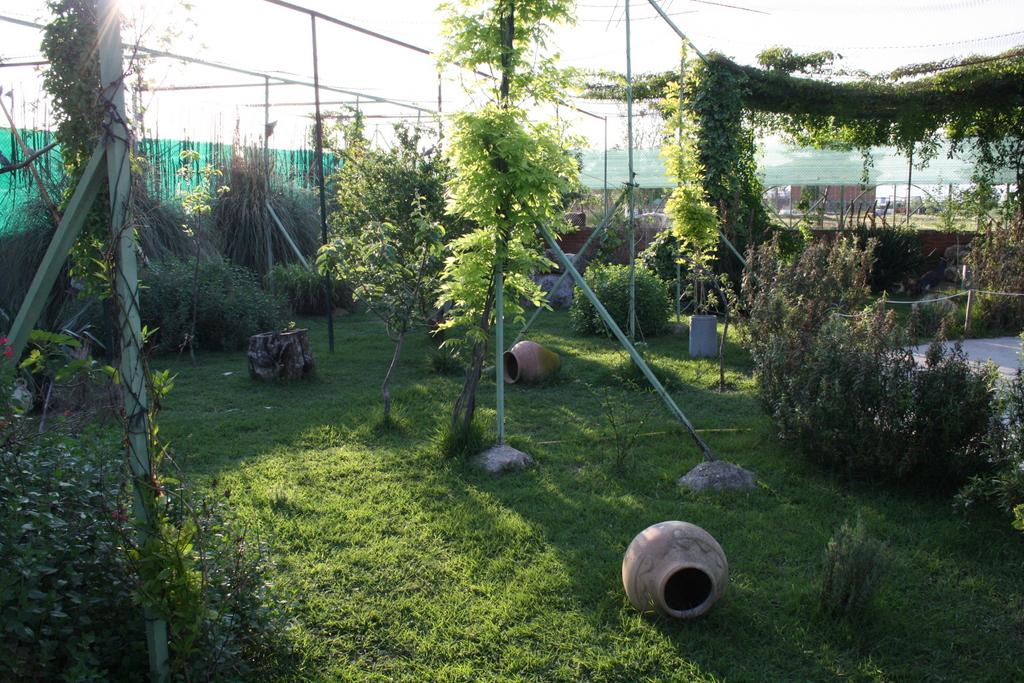
Aviario de Zoo KOKI (Parque zoológico y botánico)

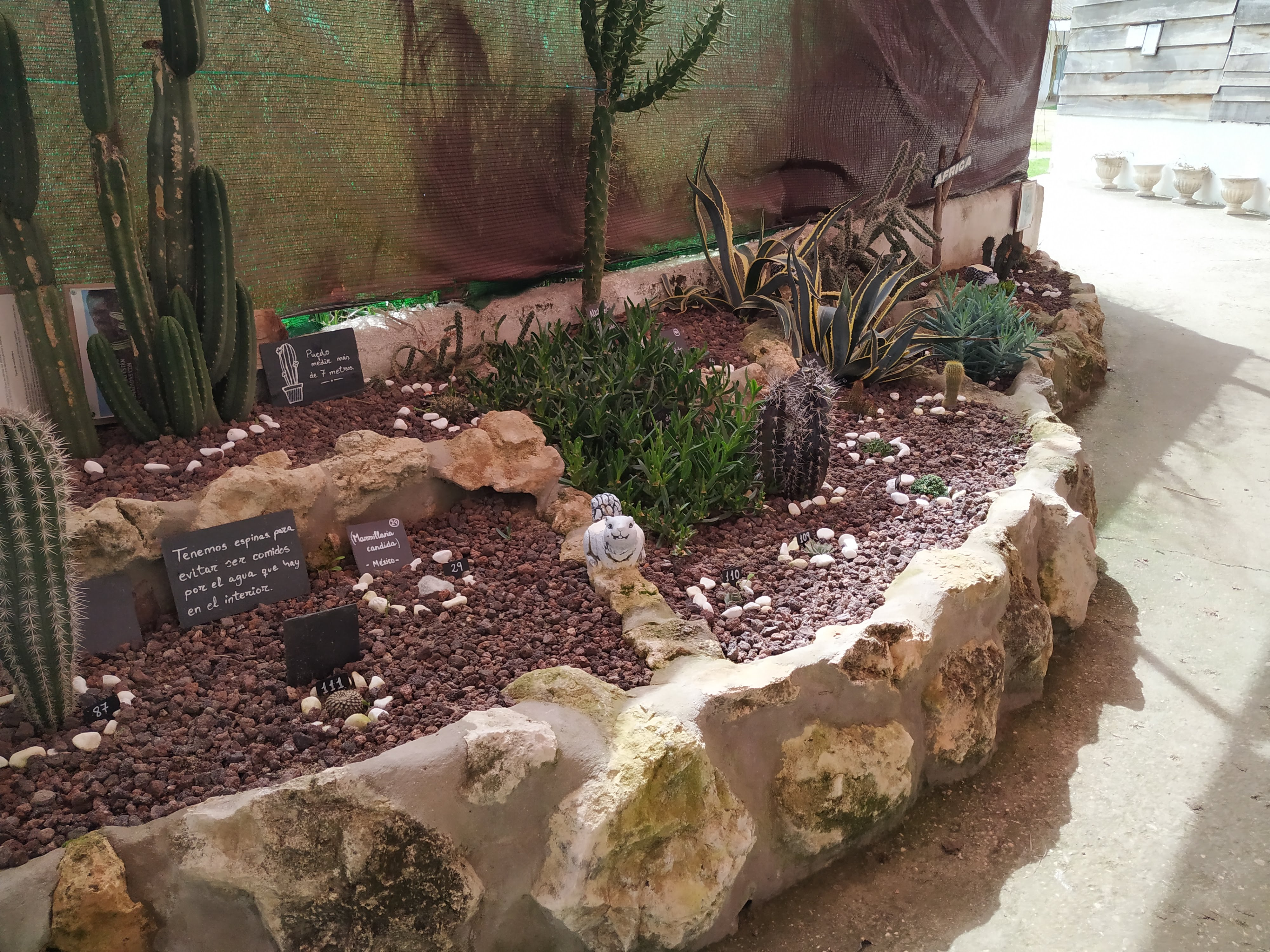
El cactarium de ZOO KOKI

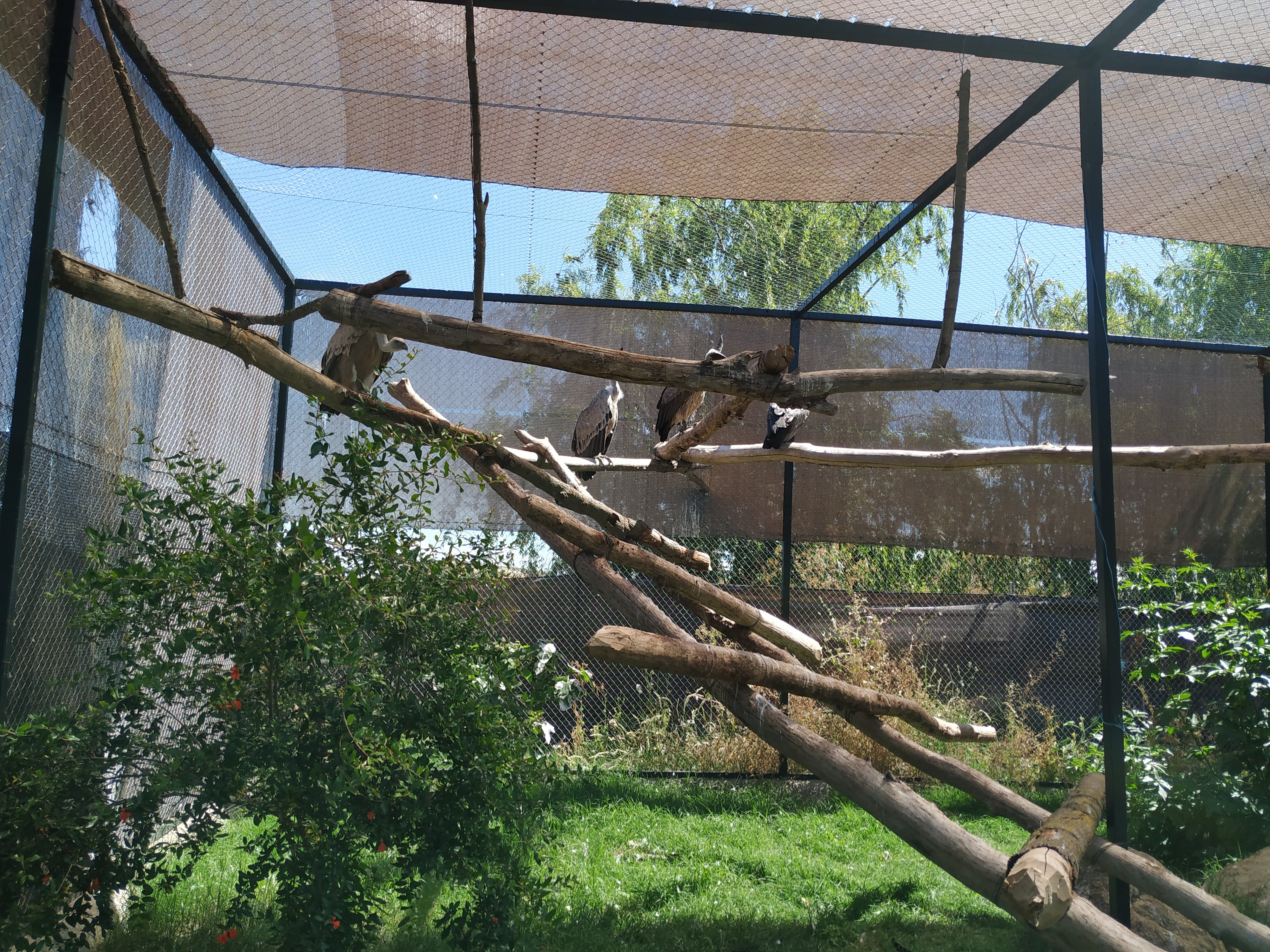
Buitres en la instalación de señores del aire

## Fundación ZOO KOKI[10]
La fundación del zoo es una entidad privada sin ánimo de lucro creada en el año 2018 con la finalidad de gestionar proyectos de investigación, educación y conservación.
Desde el año 2019 el centro es colaborador de la Junta de Andalucía en materia de conservación de especies.

## Servicios
El parque cuenta con Parking gratuito, kiosco, servicio de comida y tienda de recuerdos.